# NGC 2555
NGC 2555 este o galaxie spirală situată în constelația Hidra. A fost descoperită în 20 decembrie 1784 de către William Herschel.